# Hohenfels (Oberpfalz)
Hohenfels ist ein Markt im Oberpfälzer Landkreis Neumarkt in der Oberpfalz.

## Geografie

### Geografische Lage

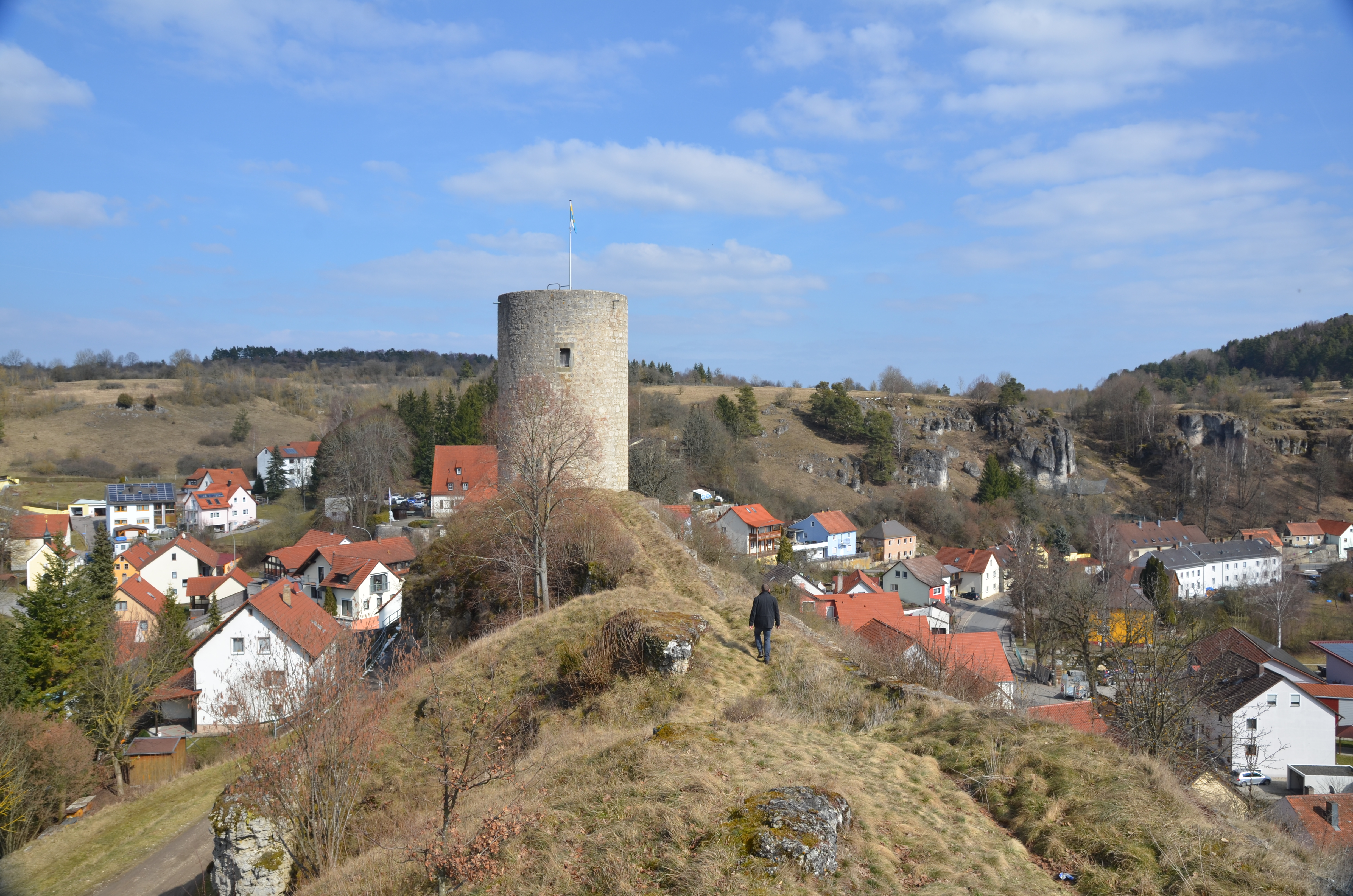
Burg Hohenfels

Hohenfels ist die östlichste Gemeinde im Landkreis Neumarkt in der Oberpfalz und liegt etwa 30 Kilometer nordwestlich von Regensburg. Die Gemeinde gehört zur Metropolregion Nürnberg.

### Nachbargemeinden
| Velburg 13 km  | Hohenburg 11 km                             | Schmidmühlen 9 km    |
| Parsberg 10 km | Kompassrose, die auf Nachbargemeinden zeigt | Burglengenfeld 14 km |
| Lupburg 8 km   | Beratzhausen 13 km                          | Kallmünz 10 km       |

### Gemeindegliederung
Es gibt 42 Gemeindeteile (in Klammern ist der Siedlungstyp angegeben):
- Albertshof (Lager)
- Ammelacker (Weiler)
- Ammelhof (Einöde)
- Baumühle (Einöde)
- Blechmühle (Einöde)
- Buchhausen (Weiler)
- Effenricht (Weiler)
- Effersdorf (Einöde)
- Fichten (Einöde)
- Friesmühle (Einöde)
- Fuchsmühle (Einöde)
- Granswang (Weiler)
- Großbissendorf (Kirchdorf)
- Gunzenhof (Weiler)
- Haarziegelhütte (Weiler)
- Harrhof (Einöde)
- Hausraitenbuch (Weiler)
- Hitzendorf (Dorf)
- Hohenfels (Hauptort)
- Holzheim (Weiler)
- Klausen
- Kleinbissendorf (Einöde)
- Kleinmittersdorf (Weiler)
- Kuglhof (Einöde)
- Lauf (Weiler)
- Loch (Einöde)
- Markstetten (Dorf)
- Mehlhaube (Lager)
- Nainhof (Lager)
- Pillmannsricht (Einöde)
- Pöllnricht (Lager)
- Raitenbuch (Kirchdorf)
- Röschenberg (Einöde)
- Schönheim (Einöde)
- Stallhof (Einöde)
- Stetten (Dorf)
- Unterlinder (Einöde)
- Unterödenhart (Lager)
- Unterwahrberg (Einöde)
- Vogelherd (Weiler)
- Wendlmannthal (Einöde)
- Winklmühle (Einöde)

Es gibt die Gemarkungen Großbissendorf, Hohenfels, Markstetten und Raitenbuch.

## Geschichte

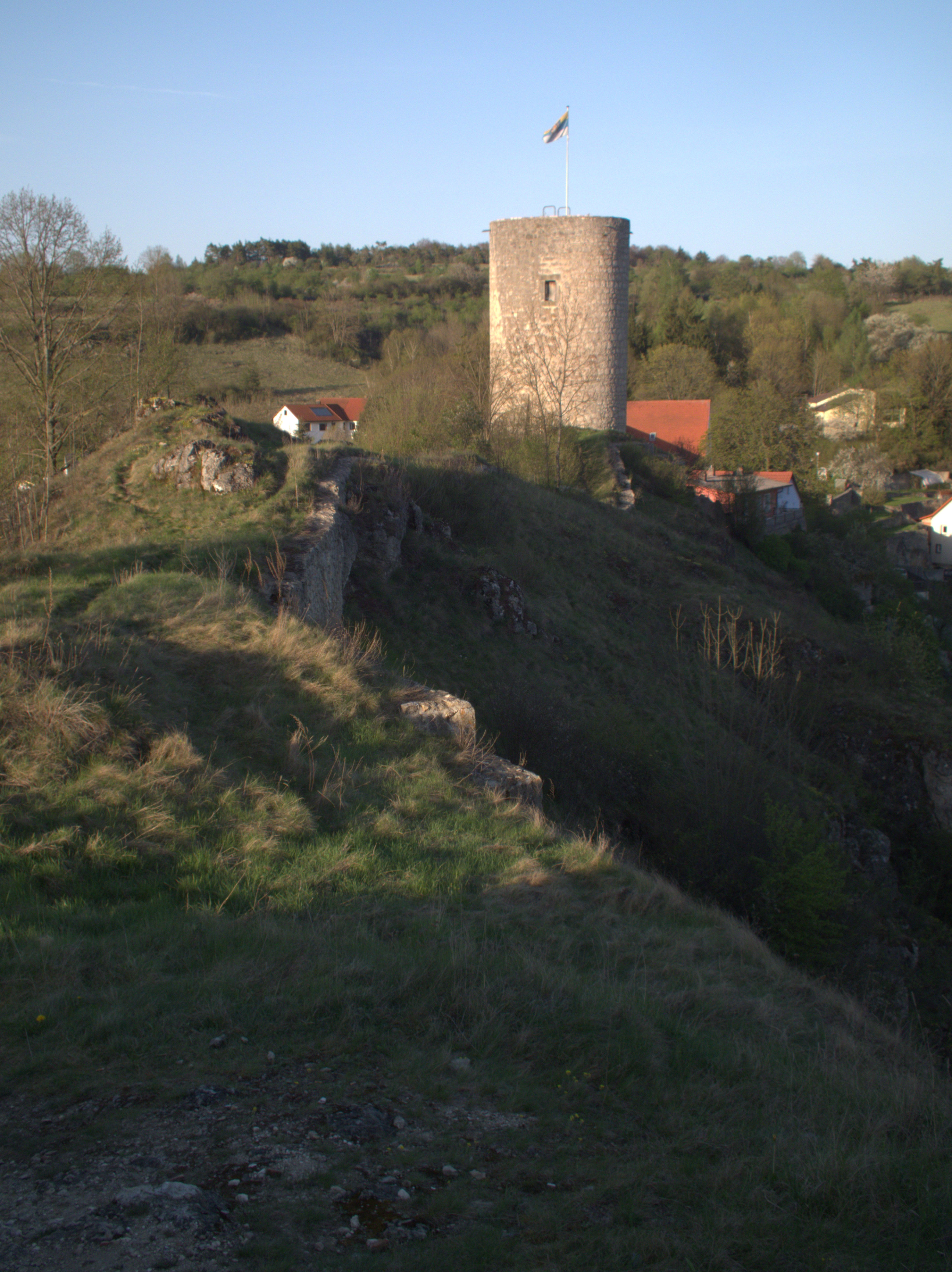
Bergfried der Burg Hohenfels

Auf einem Bergrücken im Ortskern steht die Ruine der Burg Hohenfels aus dem 12. Jahrhundert. Der Name des Ortes wurde zum ersten Mal 1193 als Hohenvels genannt. 1343 wurde er als Hohenfels bezeichnet und in der Zeit von 1519 bis 1521 findet sich die latinisierte Form Hochophelisso.
Das Adelsgeschlecht der Hohenfelser hatten zu Beginn des 12. Jahrhunderts auf dem Felsrücken über den Quellen des Forellenbaches, der damals aber noch Laaber hieß, eine feste Burg als namensgebenden Stammsitz errichtet. Im 14. Jahrhundert wurde Hohenfels neuböhmisches Lehen. Die vielen Fehden ließen das Geschlecht der Hohenfelser verarmen und so mussten sie im Jahre 1375 ihren Besitz den kurpfälzischen Wittelsbachern für ein Darlehen von 12.000 Gulden verpfänden. 1383 verkauften dann die „Hohenfelser“ die Veste mit dem darunter liegenden Markt samt Zubehör an den Pfalzgrafen Ruprecht um 17.700 Gulden. Damit endete die Herrschaft des nordgauischen Adelsgeschlecht der Hohenfelser, das im Jahre 1393 mit Hilpolt von Hohenfels im Mannesstamm ausstarb.
Ruprecht von der Pfalz kam der Erwerb des Hohenfelser Besitzes zur Abrundung seines Fürstentums „der oberen Pfalz zu Baiern“ sehr gelegen, gewann er doch damit einen südlichen Vorposten gegen die oberbayerischen Besitzungen seiner Münchner Vettern. Zudem konnte die Enklave des angrenzenden Amtes Hohenburg des Hochstiftes Regensburg nun auch von Süden umfassen.
Nach dem Tode König Ruprechts teilten dessen Söhne den Besitz der kurpfälzischen Linie des Hauses Wittelsbach in vier Teile. Das Amt Hohenfels kam zum Teilfürstentum des Pfalzgrafen Johann. Als dann unter Kurfürst Philipp (1476–1508) das Fürstentum Pfalz-Neuburg gebildet wurde, verblieb Hohenfels bei dem kurpfälzischen Teil.
Das Amt Hohenfels blieb Bestandteil des Fürstentums Pfalz-Neumarkt-Neunburg und kam 1448 an die Linie Pfalz-Mosbach-Neumarkt, deren letzter Regent, Pfalzgraf Otto II. den gesamten Besitz an die Kurlinie vermachte. 1490 erwarb Kurfürst Philipp die Mitregentschaft über des Mosbachers Lande nach Ottos Tod 1499 wurde er Alleinherrscherin den früheren Neumarkter bzw. Mosbacher Amtern".
Im Dreißigjährigen Krieg stand das Amt Hohenfels, wie die übrige Kuroberpfalz von 1620 bis 1629 unter kurbaierischer Verwaltung, als Kurfürst Maximilian von Bayern vom Kaiser die Besitzungen des Böhmenkönigs Friedrichs V. nach der Schlacht am Weißen Berg erhalten hatte. 1629 diente das Amt neben den Pflegen Holnstein, Helfenberg, Freystadt und Breitenegg Maximilian dazu, den verdienten Feldherm der Liga, Grafen Johann Tserclaes von Tilly zu belohnen
Als Teil der Kurpfalz war der Markt bis 1799 Sitz eines Oberen und Unteren Gerichts der Grundherrschaft Hohenfels. Hohenfels besaß ein Marktgericht mit weitgehenden Eigenrechten. Der Ort wurde 1799 vollständig mit dem Königreich Bayern vereinigt. Im Zuge der Verwaltungsreformen in Bayern entstand mit dem Gemeindeedikt von 1818 die heutige Gemeinde.
In den Baracken des Truppenübungsplatzes Hohenfels richtete die US-Militärregierung 1945 ein Lager für Displaced Persons (DP) ein, in dem ehemalige Kriegsgefangene und Zwangsarbeiter bis zu ihrer Heimkehr in ihre Ursprungsländer untergebracht wurden. Seit 1946 erinnert ein Gedenkstein an ihre Befreiung, ebenso seit 1948 das „Polenkreuz“, das von Häftlingen des Lagers Hohenfels-Lechow im Ortsteil Nainhof aufgerichtet wurde.

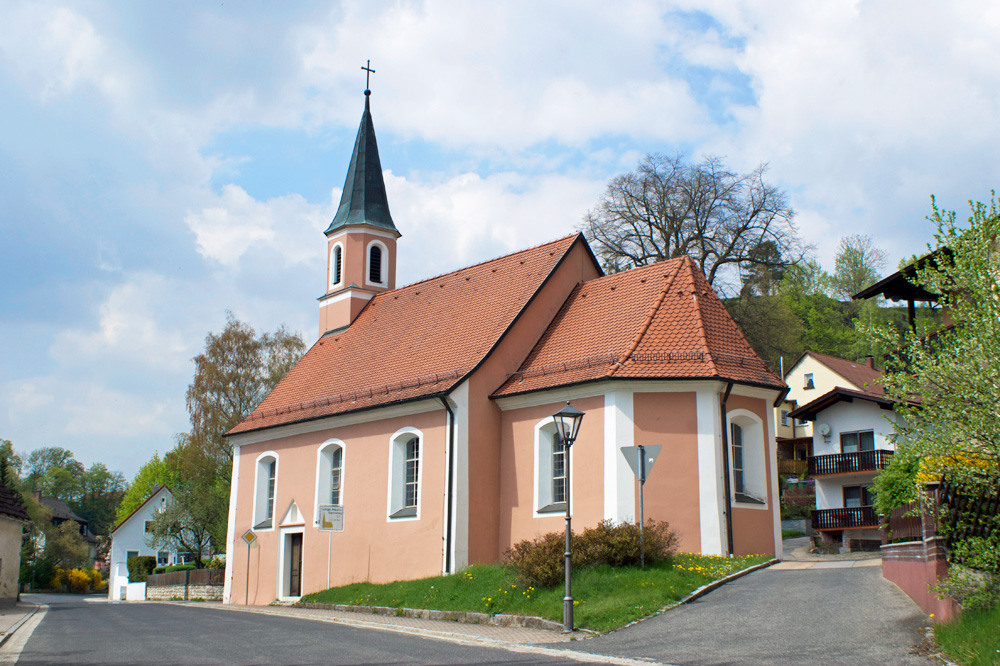
Katholische Nebenkirche St. Sebastian

Im äußersten Nordosten des Truppenübungsplatzes und damit noch im Gemeindegebiet von Hohenfels steht die Burgruine Hohenburg, die sich oberhalb des im benachbarten Landkreis Amberg-Sulzbach gelegenen Kernorts der Gemeinde Hohenburg befindet; sie stammt aus der Zeit um das Jahr 1000 n. Chr.

### Eingemeindungen
Die Gemeinden Bergheim, Enslwang, Frabertshofen, Kirchödenhart und Unterödenhart wurden 1939 für die Einrichtung des Truppenübungsplatzes Hohenfels abgesiedelt. Sie wurden zum 1. Oktober 1944 in den neugebildeten Heeresgutsbezirk Hohenfels umgegliedert und aufgelöst. Zum 1. Januar 1950 wurde der Heeresgutsbezirk aufgelöst und daraus eine neue Gemeinde Nainhof-Hohenfels gebildet. Das Gebiet wurde bereits im Jahr 1951 abgesiedelt, aber erst am 1. Oktober 1970 nach Auflösung der Gemeinde Nainhof-Hohenfels in die Gemeinde Hohenfels übernommen.
Im Zuge der Gebietsreform in Bayern wurden am 1. Mai 1978 die Gemeinden Großbissendorf, Markstetten und Raitenbuch eingegliedert.

### Einwohnerentwicklung
Zwischen 1988 und 2018 wuchs der Markt von 2102 auf 2181 um 79 Einwohner bzw. um 3,8 %.
| Jahr      | 1961 | 1970 | 1987 | 1995 | 2000 | 2005 | 2010 | 2015 | 2020 |
| Einwohner | 2314 | 2381 | 2095 | 2124 | 2119 | 2170 | 2064 | 2130 | 2240 |

## Politik

### Gemeinderat
Der Gemeinderat hat 14 Mitglieder. Bei der Gemeinderatswahl vom 15. März 2020 führte das Ergebnis zu folgender Sitzverteilung:
| Partei/Liste                               | Stimmenanteil | Sitze |
| Christlich-Soziale Union in Bayern (CSU)   | 27,24 %       | 4     |
| Unabhängige Parteifreie Wählergemeinschaft | 34,46 %       | 5     |
| Christliche Freie Wähler                   | 17,89 %       | 2     |
| Aktive Bürger Liste                        | 20,41 %       | 3     |

### Bürgermeister
Bürgermeister ist als Nachfolger von Bernhard Graf (UPW) seit dem 1. Mai 2020 Christian Graf (UPW). Bei der Kommunalwahl 2020 wurde er mit 55,91 % der gültigen Stimmen in einer Stichwahl gewählt.

### Wappen
Im 16. Jahrhundert erhielt der Markt Hohenfels ein eigenes Wappen als Symbol der eigenen Rechtsfähigkeit der bürgerlichen Gemeinde.
| Wappen von Hohenfels (Oberpfalz) | Blasonierung: „In Blau ein silberner Felsenberg mit hoher Spitze, an die sich in gekrüpfter Stellung ein linksblickender, rot gezungter goldener Löwe klammert.“ |
| Wappen von Hohenfels (Oberpfalz) | Das Wappen ist seit 1560 bekannt und wurde 1743 erneut bestätigt.                                                                                                |

### Gemeindepartnerschaft
Seit Mai 2010 besteht ein Partnerschaftsabkommen mit Strašice in Tschechien.

## Religion

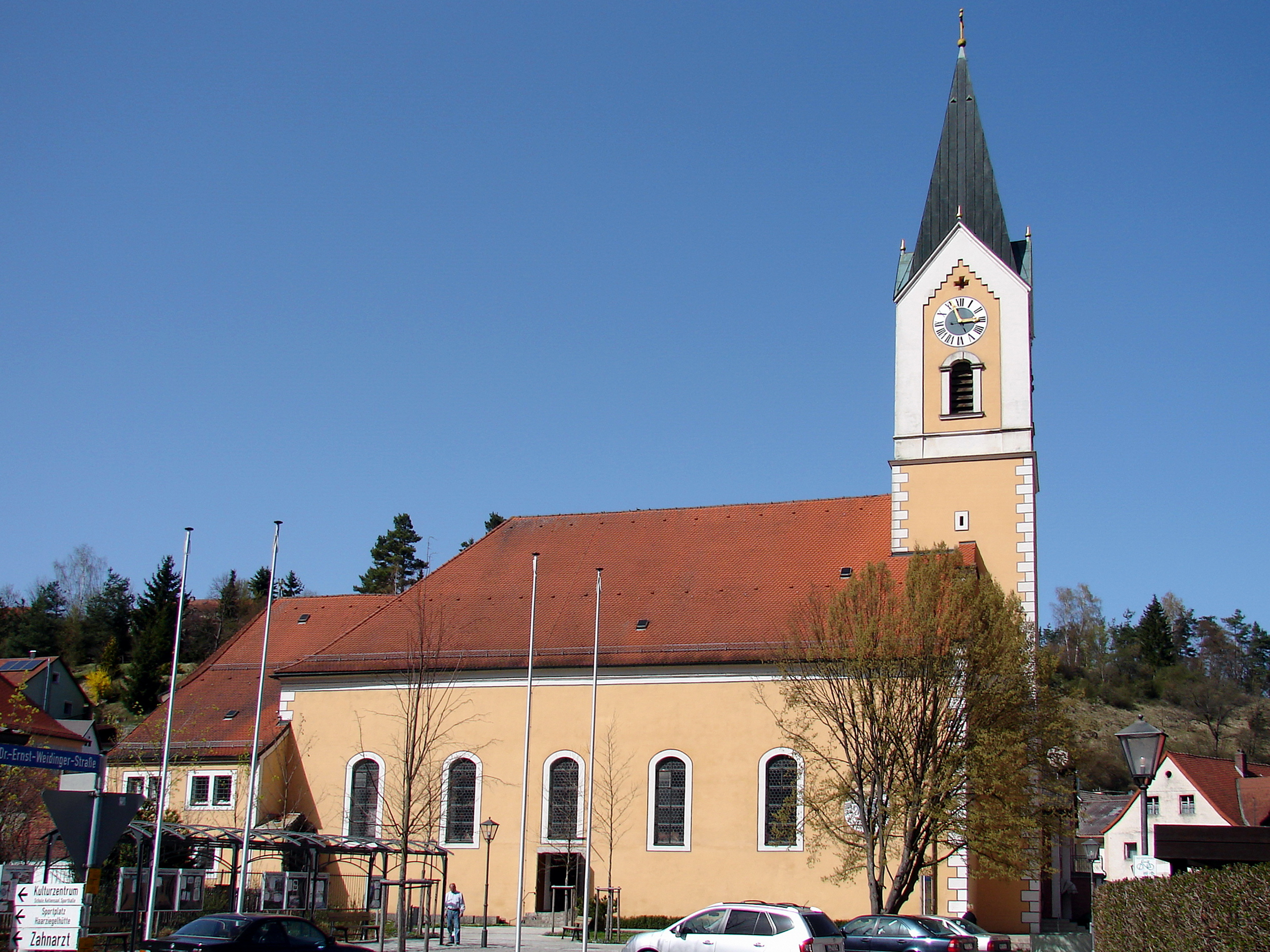
Pfarrkirche St. Ulrich

In Hohenfels befinden sich die katholische Pfarrkirche St. Ulrich sowie die Filialkirche St. Sebastian; in Raitenbuch steht die Filialkirche St. Ägidius und in Großbissendorf St. Leonhard.

## Baudenkmäler
- Pfarrkirche St. Ulrich
- Burgruine Hohenfels
- Burgruine Hohenburg
- Schloss Raitenbuch

## Wirtschaft und Infrastruktur

### Wirtschaft
Es gab 20120 im Bereich der Land- und Forstwirtschaft sowie im Produzierenden Gewerbe keine, im Bereich Handel, Verkehr und Gastgewerbe 11 sozialversicherungspflichtige Beschäftigte am Arbeitsort. In sonstigen Wirtschaftsbereichen waren am Arbeitsort 160 Personen sozialversicherungspflichtig beschäftigt. Sozialversicherungspflichtig Beschäftigte am Wohnort gab es insgesamt 941. Im verarbeitenden Gewerbe und im Bauhauptgewerbe gab es jeweils einen Betrieb. Im Jahr 2020 bestanden zudem 32 landwirtschaftliche Betriebe mit einer landwirtschaftlich genutzten Fläche von insgesamt 1497 ha. Davon waren 1322 ha Ackerfläche und 175 ha Dauergrünfläche.

### Bildung
Es gibt folgende Einrichtungen (Stand 2017):
- einen Kindergarten mit 87 Kindergartenplätze und 85 betreuten Kindern
- eine Grundschule mit vier Klassen, vier Lehrern und 68 Schülern

## Militär
Nordwestlich von Hohenfels liegt das Joint Multinational Readiness Center (JMRC), einer der größten Truppenübungsplätze in Deutschland. Dieser steht unter amerikanischer Verwaltung und wird hauptsächlich von der US-Armee benutzt.

## Persönlichkeiten
- Johann Baptist Modler (1697–1774), Bildhauer und Stuckateur
- Wolfgang Biedron (* 1951), Judoka